# 10681 Khture
10681 Khture este un asteroid din centura principală de asteroizi.

## Descriere
10681 Khture este un asteroid din centura principală de asteroizi. A fost descoperit pe 14 octombrie 1979 la Observatorul de Astrofizică din Crimeea de Nikolai Cernîh. El prezintă o orbită caracterizată de o semiaxă mare de 3,14 ua, o excentricitate de 0,17 și o înclinație de 1,1° în raport cu ecliptica.